# Liste antiker Ortsnamen und geographischer Bezeichnungen/Go
| Lateinischer Name | Griechischer Name                  | Beschreibung                              | Heute                                                                    | Quellen und Verweise | Lage |
| ----------------- | ---------------------------------- | ----------------------------------------- | ------------------------------------------------------------------------ | -------------------- | ---- |
| Gobaeum           |                                    |                                           |                                                                          | Smith;               |      |
| Gobannio          |                                    |                                           |                                                                          | Smith;               |      |
| Gogana            |                                    | Bandar Ganaveh am persischen Golf in Fars |                                                                          | Smith;               |      |
| Gogarene          |                                    |                                           |                                                                          | Smith;               |      |
| Golgi             | Γολγοί (Golgoi)                    | Stadt auf Zypern                          | Athienou im Bezirk Larnaka                                               | Smith;               |      |
| Golgotha Mons     |                                    |                                           |                                                                          | Smith;               |      |
| Goloe             |                                    |                                           |                                                                          | Smith;               |      |
| Gomphi            | Γόμφοι (Gomphoi)                   | Stadt in Thessalien                       | Gomfi                                                                    | Smith;               |      |
| Gongalae          |                                    |                                           |                                                                          | Smith;               |      |
| Gongylus          |                                    |                                           |                                                                          | Smith;               |      |
| Gonnus            | Γόννος                             | antiker Ort in Thessalien                 | Gonni                                                                    | RE; Smith;           |      |
| Gonoessa          |                                    |                                           |                                                                          | Smith;               |      |
| Gophna            |                                    |                                           |                                                                          | Smith;               |      |
| Gordium           |                                    |                                           |                                                                          | Smith;               |      |
| Gordiutichos      |                                    |                                           |                                                                          | Smith;               |      |
| Gordyene          |                                    | siehe Cordyene                            |                                                                          |                      |      |
| Gorgon, Urgo      | Γοργόνη (Gorgonē)                  | Insel in Ligurischen Meer                 | Gorgona, 34 km vor Livorno in Italien                                    | Smith;               |      |
| Gorgylus          |                                    |                                           |                                                                          | Smith;               |      |
| Gorneas           |                                    |                                           |                                                                          | Smith;               |      |
| Gortyn            | Γορτύν (Gortyn), Γόρτυνα (Gortyna) | Stadt auf Kreta                           | etwa 40 Kilometer südlich von Iraklio bei Agii Deka in der Messara-Ebene | Smith;               |      |
| Gortynia          |                                    |                                           |                                                                          | Smith;               |      |
| Gortynius         |                                    |                                           |                                                                          | Smith;               |      |
| Gortys            | Γόρτυς (Gortys), Γόρτυνα (Gortyna) | Stadt in Arkadien                         |                                                                          | Smith;               |      |
| Gorya             |                                    |                                           |                                                                          | Smith;               |      |
| Goryaea           |                                    |                                           |                                                                          | Smith;               |      |
| Gothi             |                                    |                                           |                                                                          | Smith;               |      |
| Gothini           |                                    |                                           |                                                                          | Smith;               |      |
| Gothones          |                                    |                                           |                                                                          | Smith;               |      |